# Estádio Luiz José de Lacerda
Estádio Luiz José de Lacerda, mais conhecido como Lacerdão ou Luiz Lacerda é um estádio multiuso em Caruaru, Pernambuco, Brasil. Atualmente é usado principalmente para partidas de futebol, e tem capacidade para 19.800 pessoas. O Lacerdão é de propriedade do Central Sport Club.

## História
O estádio nasceu como um terreno isolado apenas por uma cerca, e pertencia ao comendador José Víctor de Albuquerque, sendo inicialmente conhecido como “Central Park". Somente no início da década de 1960 que as primeiras arquibancadas do estádio começaram a ser construídas, quando o estádio passou a ser chamado Estádio Pedro Víctor de Albuquerque, e era popularmente conhecido como "PV", em uma homenagem póstuma ao irmão do comendador, que foi um dos primeiros presidentes do Central. O estádio só veio ganhar sua atual estrutura na década de 1970.
Em 1980, as obras de ampliação do Lacerdão foram concluídas. A partida inaugural foi disputada em 19 de outubro daquele ano, quando o Central derrotou a Seleção Nigeriana de Futebol por 3-1 em um amistoso. O primeiro gol do estádio foi marcado pelo atacante Gil Mineiro, do Central.
O recorde de público do estádio é atualmente de 24.450 pessoas quando o Central venceu o Flamengo por 2-1 em 22 de outubro de 1986.
O estádio foi oficialmente renomeado para o seu nome atual, Estádio Luiz José de Lacerda, no dia 26 de julho de 1999, em homenagem a Luiz José de Lacerda, ex-presidente do clube, após uma assembleia em que os conselheiros do clube decidiram de maneira unânime tal mudança.

## Críticas
Em 2025, durante jogos do Campeonato Pernambuco no estádio, o estado do gramado do Lacerdão foi alvo de fortes críticas por partes dos técnicos de outras equipes. Após a derrota para o Central por 2 a 1, em jogo válido pela terceira rodada do Estadual, Marquinhos Santos, técnico do Náutico, criticou as condições do campo de jogo, salientado que sua equipe teve dificuldade para se adaptar ao gramado. Após a vitória por 1-0 sobre o Central, pela quarta rodada do Campeonato Pernambucano, o técnico Pepa, do Sport, fez duras críticas ao gramado do estádio, chamando-o de "vergonhoso" e ressaltando que o gramado colocava em risco a integridade física dos atletas.